# ミシェル・ノストラダムス師の予言集 (1555年)

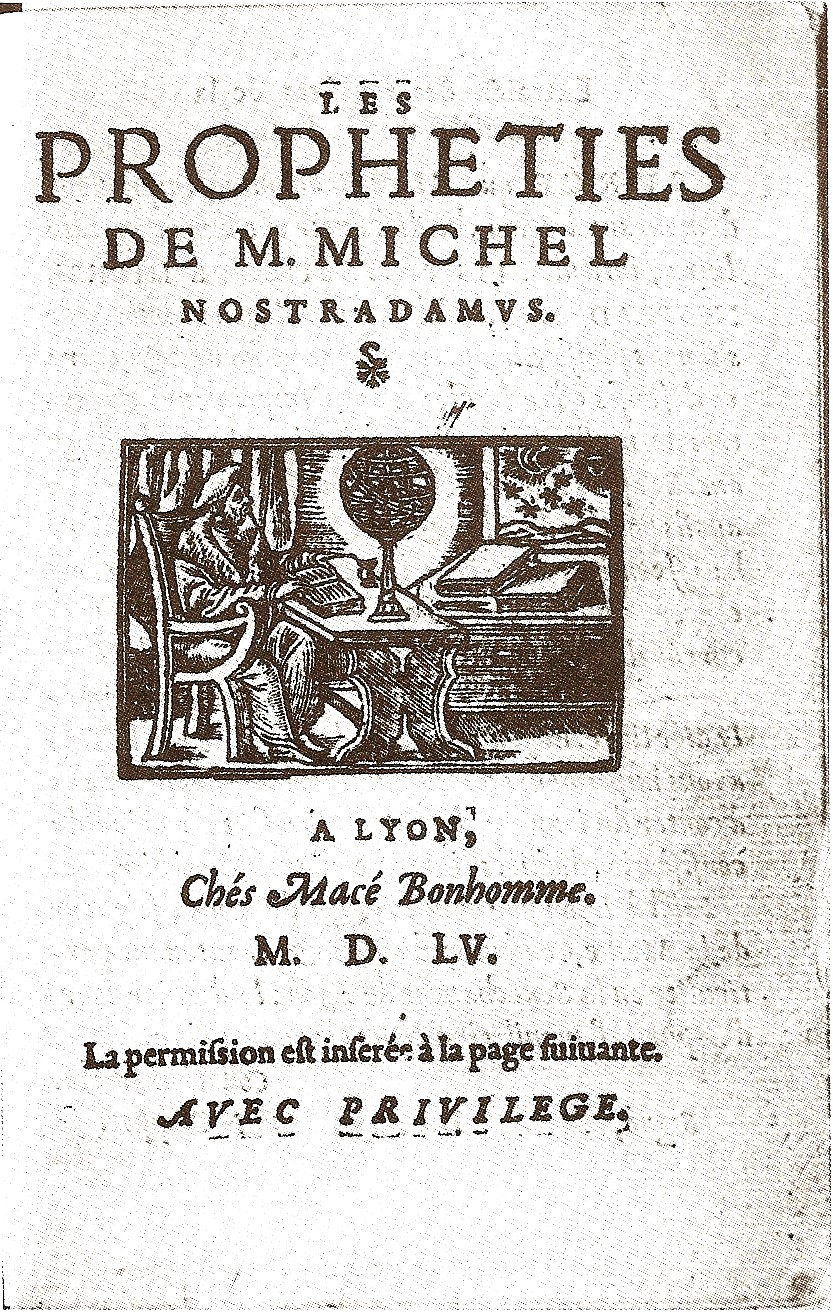
初版のタイトルページ

1555年にリヨンで出版された『ミシェル・ノストラダムス師の予言集』は、すでに世界で220種以上の版が出されている占星術師ノストラダムスによる四行詩集の初版である。その存在は知られていたものの、1980年代までは紛失と再発見を繰り返していた。

## 構成
判型は八つ折判（en:Octavo）である。正確な寸法は資料によって若干のばらつきはあるものの、ブナズラの書誌では80 x 130 mmとあるので、日本でいえば文庫本とそう変わらないサイズである。全46葉（folios）で、ページ数は振られていない。

### タイトルページ
タイトルは、「ミシェル・ノストラダムス師の予言集」（Les Prophéties de M. Michel Nostradamus）である。タイトルの下には、書斎に座って窓から星を見るノストラダムスの姿が描かれ、その下に「リヨンのマセ・ボノム出版社にて、1555年」（À Lyon, Chez Macé Bonhomme. 1555）と書かれている。

### 特認
タイトルページの裏面に特認の抜粋が収録されている。この特認には、王附き顧問にしてリヨン地方裁判所（La Sénéchaussée de Lyon）で代理官を務めるラ・モットの領主ユーグ・デュ・ピュイ（Hugues Du Puys）の署名があり、『予言集』が異端でないことを認めた上でボノムに2年間の出版独占権を与えるものとなっている。特認の発行日は「1555年4月末日」となっている。
2年間という期間設定は、同時代の有名な本の特認に比べて短いものだとも指摘されている。

### 序文

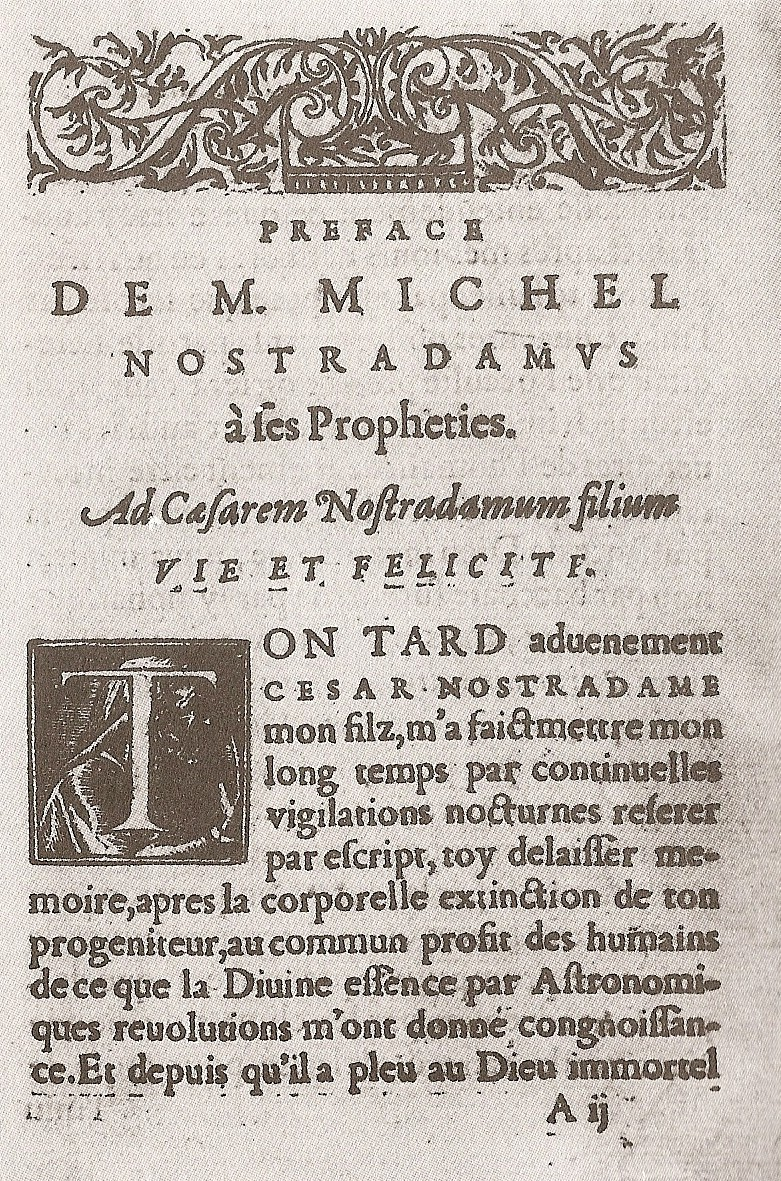
初版の序文

特認の後に、息子セザールにあてた書簡の形をとった序文（「セザールへの手紙」）が続いている。この序文の最後には、「サロン、1555年3月1日」と記されている。

### 百詩篇集
序文の後に、予言集の本編といえる四行詩集が収められている。四行詩集は「サンチュリ」（百詩篇）と銘打たれた巻ごとにまとめられ、1巻につき100篇の四行詩から構成されている。1555年の初版には、3巻までと4巻の53番目の四行詩までの、計353篇が収められている。
第4巻53番の後には、「本書は1555年5月4日に印刷完了した。」という言葉が添えられ、全体が締めくくられている。

## 出版業者
出版業者はタイトルページにあるとおり、リヨンのマセ・ボノムである。彼はリヨンで長らく出版業を手がけ（1535年 - 1540年、1542年 - 1569年）、アヴィニョンやヴィエンヌでも出版業を営んだことがあった。しかし、その長いキャリアのなかでノストラダムスの本はこれ1冊しか手がけなかったようである。

## 特色
後に追補された4巻54番以降と比べて、フランス語以外の言語の使用が際立っている。4巻の26番と44番は四行全てがプロヴァンス語で書かれているが、このような例は4巻54番以降には見られない（全文ラテン語の詩は1篇のみある）。また、ギリシャ語をちりばめており、後の版と違い、それらにはギリシャ文字をそのまま使っている（第4巻31番の "πάντα κοίνα φιλών" など。これは後の版では "Pánta Choina Philòn" といった具合にローマ式アルファベットに直されている）。
さらに、4巻30番の1行目では月と太陽を表すのに占星術のシンボルマークを使って、
Plus XI. fois .. ne voudra
11回以上、月が太陽を欲することはないだろう。
と表記されている。後の版では "Luna Sol" と文字に置き換えられており、このような表記は初版以外には見られない。また、この原文にもあるようにローマ数字を多用しているのも特色の一つである（後の版ではunzeもしくはonzeと、フランス語で表記されている）。
これらの特殊性は4巻に多く見られるが、他の巻を通した点として、大文字で書かれた単語の多さも際立っている。シラン（CHIREN）などのような特殊な語だけでなく、GRAND（大きな）のような一般的な語にもこのような扱いを受けている例が見られる。

## 反響
ノストラダムスの秘書シャヴィニーによる伝記（1594年）には、「出版されるや、国の内外を問わず非常に大きな驚嘆を伴って評判になった」とある。また、息子セザール・ド・ノートルダムの年代記（1614年）でもほぼ同様に、「その本の名は飛ぶように広まり、誰もがここには書けないような大きな驚嘆とともにその話を聞いた」とある。こうした記述を裏付けるような同時代の記録は確認されていないが、現在でも良く売れて評判になったとはされている。
好意的とはいえない反応としては、1556年に作家アントワーヌ・クイヤールがパロディ本『パヴィヨン・レ・ロリ殿の予言集』を出したことが挙げられる。この本は散文による予言集の体裁をとっているが、例えばこんなことを述べている。
私は3797年までの永続的な予言などは語りたくない。何故ならば悪魔が私に対して世界はもっと前に終わると教えてくれたからだ
これは、ノストラダムスが序文において、
（この予言集は）現在から3797年までの永続的な予言なのである。かくも長い（予言範囲の）拡張に眉をひそめる人々もいるだろう。しかし、月の窪みの下の至る所で（予言した通りの）事件が起こって認識されるであろうし、それによって全地上であまねく理解されるのだ、わが息子よ。
と語ったことを揶揄したものである。

## 「発見」の歴史

### 行方不明になった版

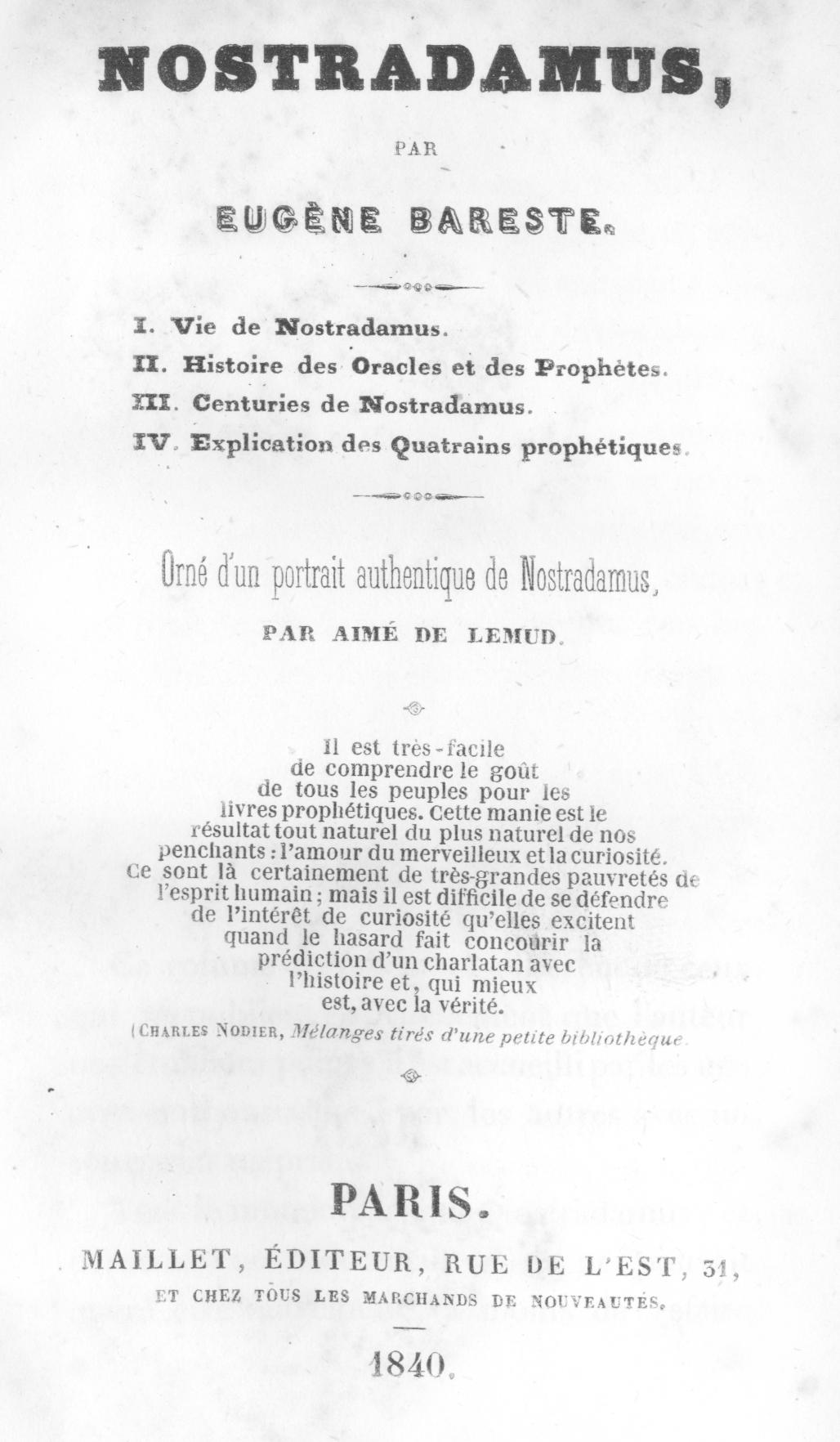
バレストの『ノストラダムス』

19世紀の段階で、この版は非常に稀少なものであると認識されていた。そんな中、フランスのジャーナリストウジェーヌ・バレストが、著書『ノストラダムス』（1840年）の中で、ボノム版の原文をかなり忠実に転記した。この時に使われた版は、アンリ・デュジャルダン（Henri Dujardin）の筆名でエッセイストとして活動していた神父ジャム（l'abbé James）の蔵書を借り受けたものだと、バレスト自身が明記している。
その後、19世紀後半にはパリ市庁舎に当時あった市立図書館に所蔵されていたらしいが、1871年のパリ・コミューンで市庁舎が焼失した際に、この版も行方不明となった。また、パリのマザラン図書館にもあったが、これも1887年6月に確認されたのを最後に行方不明になった（盗まれたとする説もある）。他に、オルレアン市立図書館にもあったらしいが、これも書誌学者アンリ・ボードリエが調査した19世紀末の時点で既に失われていた。
ジャム神父の蔵書は、1889年10月15日にエクトール・リゴーの手に渡っていたが、リゴーの死後の蔵書清算オークション（パリのドルオ館、1931年6月17日）で12310フランで競り落とされたのを最後に、行方が分からなくなっている。
書誌学者デルピーは、1906年に刊行した書誌のなかで、ド・ラ・ヴァリエールという私人の蔵書だったものが7リーヴル10ソルで販売されたことに言及しているが、これもその後の状況は不明である。
歴史学者ユージン・パーカーは、1920年にハーバード大学に提出した博士論文のなかで、リヨンの書店からアメリカの私人に売られたことに言及しているが、この言及については、何らかの誤認の可能性も指摘されている。

### チエボー未亡人の版
1950年代には、ペルー出身で当時リマ在住だった実業家で考古学博士のダニエル・ルソが、パリの書籍商ジュール・チエボー（Jules Thiébaud）未亡人の手許に1冊私蔵されていることを知り、全ページのフォトコピーをとらせてもらっている。このフォトコピーは、2007年4月21日のオークションで、90ドルで競り落とされたことが分かっているが、チエボーの蔵書自体がその後どうなったのかはよく分かっていない。

### 公共図書館での発見

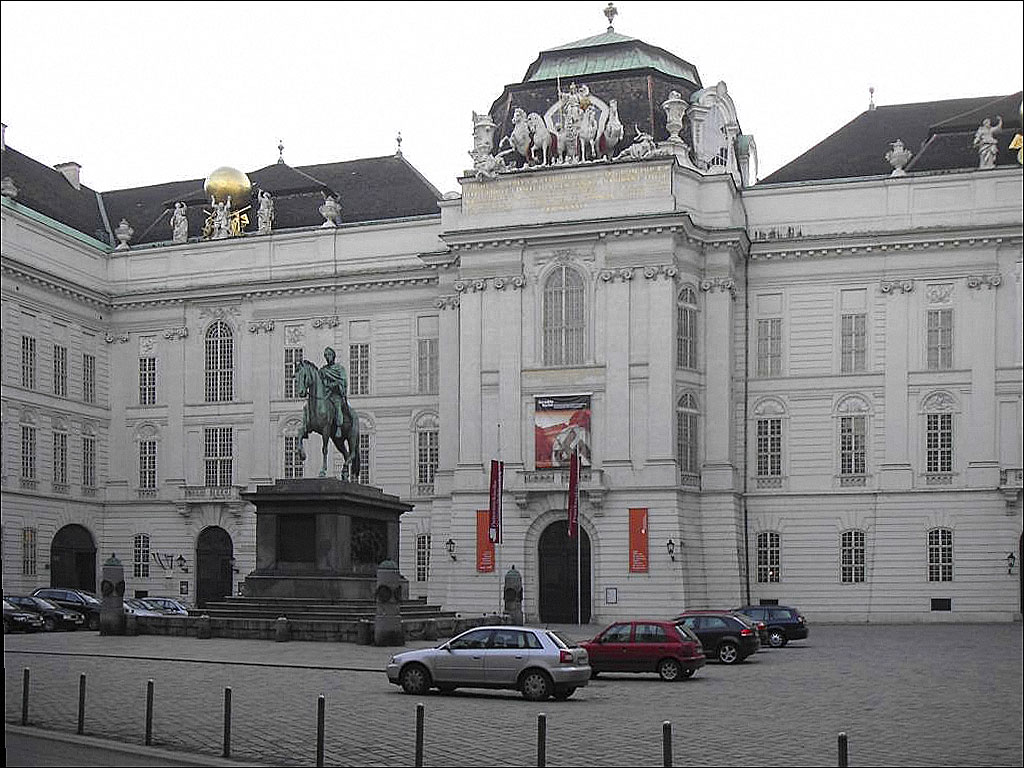
ウイーンの国立図書館

公共図書館の所蔵は長らく確認されていなかったが、1980年代初頭にロベール・ブナズラがヨーロッパ各地の図書館を調査した結果、1982年9月にウィーンのオーストリア国立図書館で、1983年7月にフランスのアルビ市立図書館のロシュギュード文庫で、それぞれ発見した。なお、アルビでの発見については、ブナズラの照会に基づいて当時の図書館長ジャック・ポン（Jacques Pons）が確認した結果、発見したもののようである。このアルビの初版本は、18世紀にアンリ・パスカル（パシャル）・ド・ロシュギュード（Henri Paschal de Rochegude）が蒐集したものに元々含まれていたという。
2007年現在、現存はこの2冊しか確認されていない。

## 復刻版と校定版
ブナズラの調査には、ミシェル・ショマラらも協力しており、彼らはアルビ市立図書館の許可を得た上で1984年7月に影印本を出版した。この発見と復刻の経緯については、同年10月3日付けでAFPが配信し、リベラシオン紙やプログレ・ディマンシュ紙など複数の新聞が報じた。

### アルビとウイーン
ブナズラは復刻版に寄せた序文のなかで、ウイーンの蔵書とアルビの蔵書の原文には、様々な食い違いがあることを初めて確認した。彼がリストアップした食い違いは77箇所にも及ぶ。その多くはちょっとした綴り方の違いに過ぎないものであるが、一部で異なる単語になっているものもある。
内容上の比較から、アルビの初版本がまず出版され、それを校正したのがウイーンの蔵書であると見なされている。そして、その校正には、ノストラダムス自身が介在したのではないかとする見解も存在する。ノストラダムスは、予言集出版の1年半ほど前に、不誠実な形で暦書の出版を手がけた業者に対する訴訟を起こしており、自身の原稿の出版のされ方の相応の注意を払っていたと考えられるためである。
なお、行方不明になっている初版本のうち、エクトール・リゴーの手許にあったものは、タイトルページ、特認、最後のページの3ページ分の写真が、1931年のオークションカタログに掲載されていた。また、チエボー未亡人の版はタイトルページなどの写真はクリンコヴシュトレムの論文やルソの著書に掲載されていた。これらを比較した結果、リゴーの蔵書とチエボー未亡人の蔵書はウィーンの蔵書とほぼ同じものではないかとも指摘されている。

### 校定版
1996年には、オタワ大学教授だったピエール・ブランダムールがアルビとウイーンの版を底本として、初版に収録されていた序文と353篇の四行詩についての校定版を出版した。日本でも、この本の抄訳を元にする形で、高田勇と伊藤進による『ノストラダムス予言集』が、日本でも1999年に出版された。

### 日本での受容
日本では、1990年代初めにオウム真理教の麻原彰晃の著書（1991年）や、テレビ番組とタイアップして講談社が出版したムック（1992年）の中で、原本や復刻版の写真が紹介されたことはあった。ただし、それらには書誌上の踏み込んだ分析はなく、また、まとまった量の紹介が行われることもなかった。
それが実現したのは1998年のことである。この年に日本語版が刊行されたピーター・ラメジャラーの著書の中では、「セザールへの手紙」と第4巻53番までの四行詩は、アルビの蔵書からほぼ忠実に転記された原文が収録された。これは、同書の訳者らが原文の価値を斟酌して、邦訳よりも原文の紹介に力点を置いたためである。

## アヴィニョン版
1555年にアヴィニョンの出版業者ピエール・ルーも『予言集』を出版した、といわれることがある。この根拠となっているのは、1590年にアントウェルペンで出版された『ミシェル・ノストラダムス師の驚異の大予言』（タイトルは異なるが『予言集』の版のひとつ）の末尾に、「1555年にアヴィニョンのピエール・ルーによって出版された予言集を再版した。」と書かれているためである。
アンリ・ボードリエは、これを言葉どおりに受け止めて、1555年にアヴィニョンでも予言集が出版されたと見なしたが、クリンコヴシュトレムはルーの出版事業開始が1557年であることを指摘した。この点はアヴィニョンの出版業史をまとめたピエール・パンシエの研究書でも裏付けとなる史料とともに追認されており、パンシエがまとめたルーに関する書誌には、1555年版の予言集は含まれていない。
20世紀後半以降では、1555年にアヴィニョンでも予言集が出版されたと見なす論者は、その出版業者にバルテルミー・ボノムを想定することがある。バルテルミーはマセ・ボノムの弟で、兄の協力を受ける形で1553年から1556年にアヴィニョンで出版事業を営んでいたからである。

### アヴィニョン版の特色
アヴィニョン版の実在が議論の対象になるのは、それを基にしたと主張する1590年アントウェルペン版や、類似の系統とされる1589年ルーアン版などが、他の多くの版と異なる特色を備えているからである。
タイトル自体が異なっていることもそうだが、序文の日付が「1555年6月22日」になっていることなどもそうである。これについてブランダムールは、ボノム版での日付「3月1日」は土星が白羊宮に入った時に合わせたものであったはずなのに対し、「6月22日」は夏至に合わせたものだろうという。その一方で、彼は、その日付が夏至として意味を持つのはグレゴリオ暦導入後（ノストラダムスの死後16年後）であることも指摘している。

## 偽作説
フランス史上の占星術関連テクストの分析で博士号を取得したジャック・アルブロンは、ノストラダムスの予言集で本物といえるのは序文（「セザールへの手紙」）の大部分だけで、四行詩集は全てノストラダムスの死後に、カトリック同盟に関連した政治的意図で捏造された偽書に過ぎないという大胆な仮説を提示した。
彼の仮説では、マセ・ボノムによる1555年版は1570年頃に捏造されたもので、ノストラダムスもボノムも一切関与していないものということになる。
彼の仮説は大きな論争を巻き起こしたが、実証的な立場からも様々な批判が寄せられており、広く支持されるには至っていない。